# Background Music
Background Music è il primo album studio dei Give Up the Ghost, pubblicato una prima volta nel 2001 da Equal Vision ancora con il precedente nome American Nightmare e ripubblicato nel 2003.
L'album non ha ricevuto critiche molto positive, anche se è stato elogiato per i testi profondi e riflessivi.

## Tracce
1. (We Are) -	2:38
2. There's a Black Hole in the Shadow of the Pru - 2:00
3. AM/PM - 3:05
4. Shoplifting in a Ghost Town - 2:51
5. I Saved Latin - 0:22
6. Postmark My Compass - 2:15
7. I.C. You Are Feeling Drake - 2:09
8. Hearts - 1:03
9. God Save the Queen - 2:00
10. Your Arsonist - 2:48
11. Farewell -	2:22

## Crediti[3]
- Dean Baltulonis - produttore, ingegnere del suono
- Jacob Bannon - design, direzione
- Alan Douches - mastering
- Bill Goldberg - fotografia

## Formazione
- Wes Eisold - voce
- Tim Cossar - chitarra
- Brian Masek - chitarra
- Jarvis "Josh" Holden - basso
- Alex Garcia-Rivera - batteria